# Fred Williams (Schlagzeuger)
Frederick Louis „Fred“ Williams (auch Black Fred Williams, * um 1910) war ein US-amerikanischer Blues-Schlagzeuger.

## Leben und Wirken
Williams wirkte von 1937 bis 1940 in Chicago für das Plattenlabel Okeh Records bei Plattenaufnahmen von Curtis Jones („Blues and Trouble“) sowie mehrerer Bluessängerinnen wie Merline Johnson, Lil Johnson („Stavin’ Chain“) und Victoria Spivey („Time Ain't Long“) mit. In den frühen 1940er-Jahren nahm er mit Sonny Boy Williamson auf („Decoration Day Blues No. 2“, Bluebird 34-0713), ferner in dieser Zeit mit Big Bill Broonzy und Memphis Minnie (1939). Der Jazz-Diskograf Tom Lord listet zwischen 1937 und 1940 Williams’ Beteiligung an neun Aufnahmesessions. Nach der Encyclopedia of the Blues war er ein wichtiger Schlagzeuger des frühen Urban Blues, der auch mit Washboard Sam, Ernest Lawyer, Walter Vinson, Willie B. James und Bumble Bee Slim spielte.